# يوم اللوى
يوم اللوى وهو من أيام العرب في العصر الجاهلي قبل الإسلام وكان لفزارة من غطفان على هوازن. واللوى هو موضع في أرض نجد بين وادي الرمه ووادي الجرير.

## المعركة
قال أبو عبيدة جمع عبد الله بن الصمة الجشمي من بني جشم بن معاوية بن بكر بن هوازن جمعاً من قومه وأغار بهم على غطفان وأخذ منهم إبلاً عظيمة وكثيرة وكان معه أخوه دريد بن الصمة، فأقام عبد الله ابن الصمة في موضعٍ من بلاد غطفان ونحر ناقة وأطعم أصحابه ونهاه أخوه دريد عن ذلك وقال إن بقيت أدركنا القوم فعجل المسير فأبى وعصاه، فحشدت له بنو فزارة من غطفان ولحقوا به وقاتلوه في مكان يُقَال له اللوى، فقُتَل عبد الله بن الصمة الجشمي، وأُصيب أخوه دريد بن الصمة، فبقى في جثث القتلى، وفي الليل أتاه فارسان، فقال أحدهما لصاحبه: إنى أرى عينا تبصر، فانزل فانظر إلى سبته، فنزل فكشف ثوبه فإذا هى ترمز، فطعنه، فخرج دم قد احتقن. فأفق عندها، فلما ذهبوا نهض، وشعر بعرقوب جمل امرأة من هوازن، فقالت له: من أنت؟ أعوذ بالله من شرك! قال دريد: لا، بل من أنتِ؟ ويلك! وقالت له: امرأة من هوازن سيارة. فقال لها: وأنا من هوازن، أنا دريد بن الصمة. وكانت في قوم مختارين لا يشعرون بالوقعة، فضمته وعالجته حتى أفاق. ونجأ وعاش بعدها.

## في الشعر
قال دريد يرثي أخاه عبد الله: